# 拉布里格
拉布里格（法語：La Brigue，法語發音：[la bʁiɡ]）是法国滨海阿尔卑斯省的一个市镇，位于该省东北部，属于尼斯区。

## 历史
拉布里格原属意大利，意大利语名为“滨海布里加”（Briga Marittima），1947年根据《意大利和约》划入法国；不过其东侧的上布里加（Briga Alta）仍属于意大利，并未划入法国。

## 地理
拉布里格（44°3'45"N, 7°36'59"E）面积91.77 平方千米，位于法国普罗旺斯-阿尔卑斯-蓝色海岸大区滨海阿尔卑斯省，该省份为法国东南部沿海省份，南濒地中海，西南至瓦尔省，西北接上普罗旺斯阿尔卑斯省，北部和东部与意大利接壤。
与拉布里格接壤的市镇（或旧市镇、城区）包括：丰唐、萨奥尔日、唐德、上布里加、丘萨-迪佩西奥、恩特拉奎、利莫内皮埃蒙特、特廖拉。
拉布里格的时区为UTC+01:00、UTC+02:00（夏令时）。

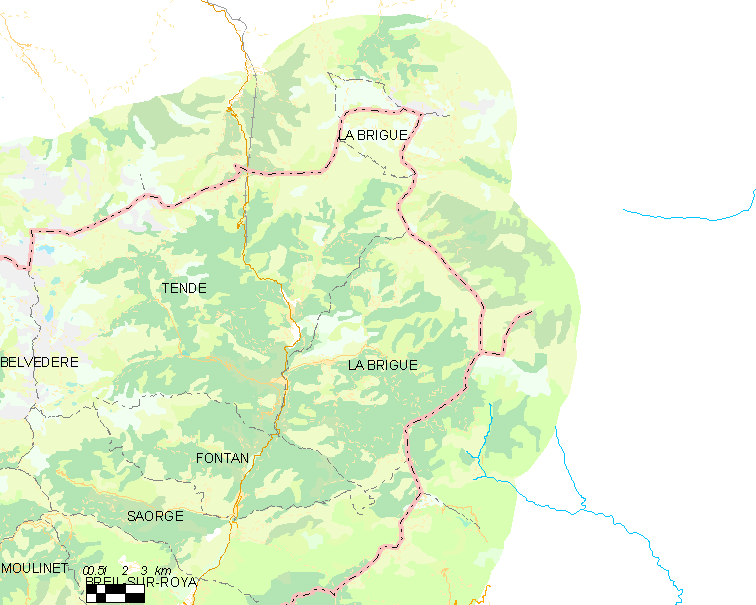
拉布里格的OSM定位图

## 行政
拉布里格的邮政编码为06430，INSEE市镇编码为06162。

## 政治
拉布里格所属的省级选区为孔特县。

## 人口

1962-2008年间拉布里格人口变化图示

拉布里格于2022年1月1日时的人口数量为741人。